# Lee Vining (Califórnia)
Lee Vining é uma região censitária localizada no estado americano da Califórnia, no condado de Mono.

## Geografia
De acordo com o United States Census Bureau, a cidade tem uma área de 13,52 km², onde 13,51 km² estão cobertos por terra e 0,01 km² por água.

## Demografia
Segundo o censo nacional de 2010, a sua população é de 222 habitantes e sua densidade populacional é de 16 hab/km².

## Lista de marcos
A relação a seguir lista as entradas do Registro Nacional de Lugares Históricos em Lee Vining.
- Great Sierra Mine Historic Site
- McCauley Cabin
- Soda Springs Cabin
- Tioga Pass Entrance Station
- Tuolumne Meadows
- Tuolumne Meadows Ranger Stations and Comfort Stations